# Мельников, Николай Васильевич (учёный)
Никола́й Васи́льевич Ме́льников (15 [28] февраля 1909, Сарапул, Вятская губерния — 7 декабря 1980, Москва) — советский инженер, учёный в области горного дела. Академик АН СССР (1962), Герой Социалистического Труда (1979).

## Биография
Родился 15 (28) февраля 1909 года в Сарапуле (ныне Удмуртия).
- С 1930 года работал в системе угольной промышленности: сменный инженер рудника, инженер-проектант проектно-исследовательского института, главный инженер рудника, главный инженер треста, директор завода «Красная Заря».
- В 1933 году окончил СГИ.
- С января 1946 года член коллегии Наркомата (министерства) угольной промышленности восточных районов СССР.
- С января 1949 года член Бюро по топливу и транспорту при СМ СССР по проверке исполнения решений правительства по угольной промышленности.
- Одновременно с хозяйственной деятельностью в 1950—1956 годах работал на должности профессора в Академии угольной промышленности.
- С февраля 1951 года заместитель министра бумажной и деревообрабатывающей промышленности СССР по кадрам.
- 23 октября 1953 года избран членом-корреспондентом АН СССР в отделение технических наук.
- С декабря 1953 года член Бюро по металлургии, угольной промышленности и геологии при Совете Министров СССР.
- С 1955 по 1964 год работал заместителем директора и директором ИГДАН имени А. А. Скочинского.
- В мае 1959 — июне 1960 годов председатель Совета технико-экономической экспертизы Госплана СССР.
- С 1961 по 1963 год был председателем Государственного комитета Совета министров СССР по топливной промышленности. С 1963 года председатель Госкомитета по топливной промышленности Госплана СССР.
- 29 июня 1962 года избран действительным членом АН СССР в отделение технических наук по специальности «горное дело».
- С 1966 года — член Президиума АН СССР.
- С 1967 года руководитель сектора физико-технических горных проблем Института физики Земли АН СССР, затем ректор Академии народного хозяйства СССР и директор Института проблем комплексного освоения недр АН СССР.

Член ВКП(б) с 1944 года. Депутат ВС СССР 6-го созыва (1962—1966).
Умер 7 декабря 1980 года. Похоронен 11 декабря в Москве на Новодевичьем кладбище (участок № 9).

### Семья
Сыновья:
- Мельников, Николай Николаевич (горный инженер) (1938—2018);
- Мельников Андрей Николаевич, горный инженер (род. 1946).

## Научная деятельность
Главные научные достижения Н. В. Мельникова связаны с разработкой теории открытого способа добычи полезных ископаемых, дробления горных пород взрывом, методов определения рабочих параметров горных машин и с вопросами развития горной промышленности.
Изучал проблемы разработки глубоких горизонтов Криворожского железорудного бассейна.

## Награды
- Заслуженный деятель науки и техники РСФСР (1960);
- Сталинская премия третьей степени (1946) — за коренные усовершенствования открытых разработок угольных пластов, обеспечившие значительное повышение производительности труда и рост добычи угля;
- Государственная премия СССР (1979) — за разработку и внедрение прогрессивных технических решений по освоению в короткие сроки Талнахско-Октябрьского полиметаллического месторождения, обеспечивших резкий рост производства цветных металлов на Норильском ГМК;
- Медаль «Серп и Молот» (1979)[6]
- трижды орден Ленина (29.06.1966; 17.09.1975; 27.02.1979)[7];
- трижды орден Трудового Красного Знамени (08.04.1944; 28.02.1959; 07.03.1969);
- орден «Знак Почёта» (20.10.1943);
- медали;
- Почётный гражданин Сарапула (1981 — посмертно).

## Память
АН СССР в 1981 году была учреждена золотая медаль имени Н. В. Mельникова, которая присуждается за выдающиеся работы в области проблем комплексного освоения недр.
- Глыба горной науки. Фильм об академике Н. В. Мельникове. МИКСП — Сарапул, 2009;
- Бюст учёного установлен у Дома-музея на родине в Сарапуле;
- Дом-музей в Сарапуле — единственный в России дом-музей учёного[9];
- Именем названа улица в Сарапуле.